# Ambilly
Ambilly is een gemeente in het Franse departement Haute-Savoie (regio Auvergne-Rhône-Alpes). De plaats maakt deel uit van het arrondissement Saint-Julien-en-Genevois. Ambilly telde op 1 januari 2022 6.269 inwoners.

## Geschiedenis
Tijdens het ancien régime behoorde Ambilly tot de gemeente Chêne-Thônex. Toen Thônex in 1817 bij Zwitserland werd gevoegd, werd uit de delen die toekwamen aan het koninkrijk Sardinië de gemeente Ambilly-Gaillard  gevormd. In 1843 werd die gemeente opgesplitst en ontstonden de gemeenten Ambilly en Gaillard. Na 1860 werd Ambilly met de rest van Savoye Frans.

## Geografie
De gemeente grenst aan Zwitserland. De oppervlakte van Ambilly bedroeg op 1 januari 2022 1,25 vierkante kilometer; de bevolkingsdichtheid was toen 5.015,2 inwoners per km².

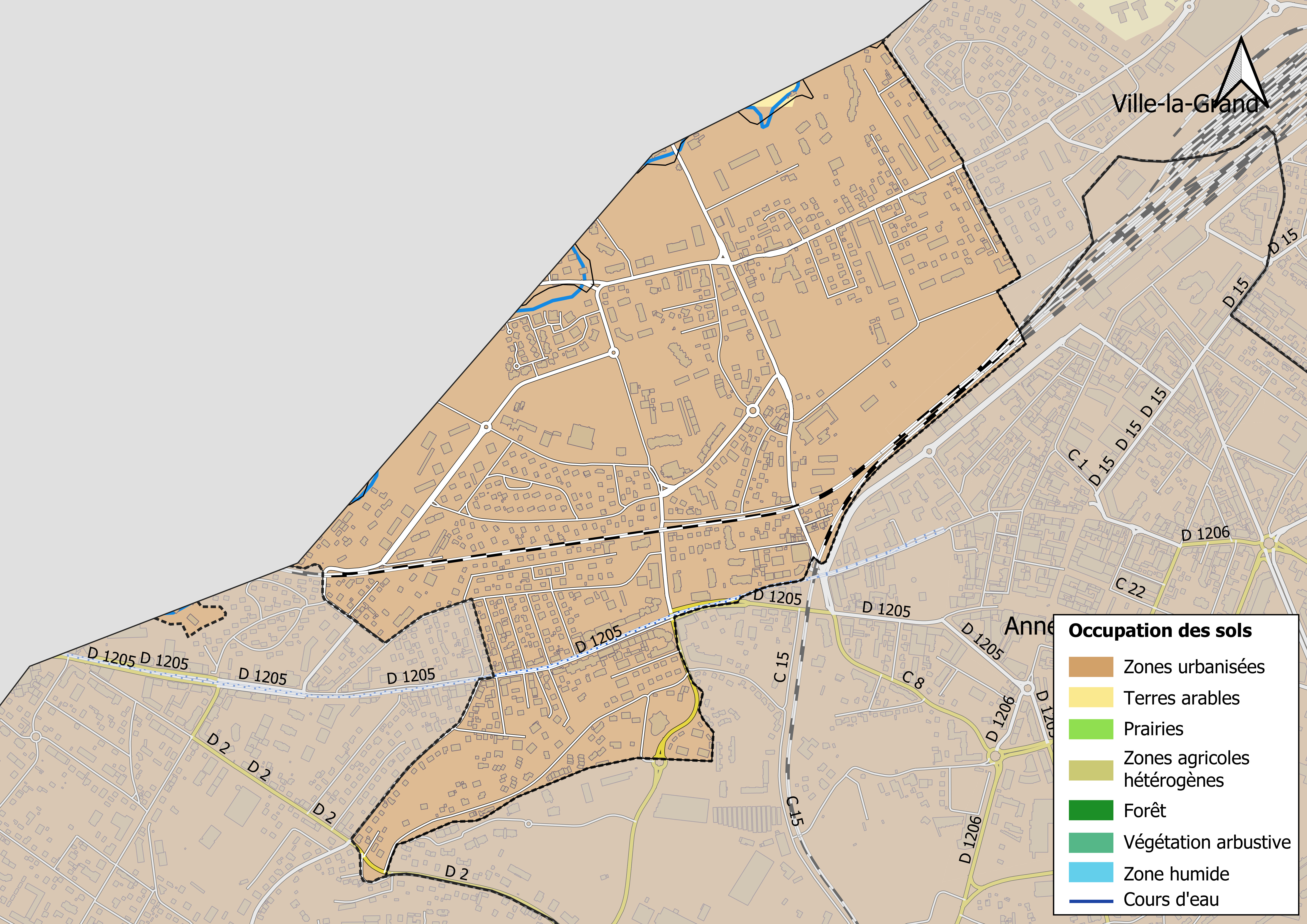
Kaart van de gemeente met de belangrijkste infrastructuur, bodemgebruik en omliggende gemeenten

## Verkeer en vervoer
In de gemeente ligt spoorwegstation Ambilly.

## Geboren
- Yoann Blanc (1975), acteur
- Antonin Guigonnat (1991), biatleet
- Nabilla Benattia (1992), model

## Demografie
Onderstaande figuur toont het verloop van het inwonertal (bron: INSEE-tellingen).